# Aidanosagitta bedfordii
Aidanosagitta bedfordii är en djurart som tillhör fylumet pilmaskar, och som först beskrevs av Doncaster 1902.  Aidanosagitta bedfordii ingår i släktet Aidanosagitta och familjen Sagittidae. Inga underarter finns listade i Catalogue of Life.